# Lluerna roja
La lluerna roja, la gallineta, la lluerna, la lluerna pogona, la lluerna pogosa, la paona, la paula, el rafet, el roget o el tísic (Aspitrigla cuculus) és una espècie de peix pertanyent a la família dels tríglids i l'única del seu gènere.

## Descripció
- El mascle fa 50 cm de llargària màxima (normalment, la mida mitjana és de 27,6 per al mascle i 20,4 per a la femella).
- Cap gros i perfil del rostre còncau.
- Musell poc sortint i escotat amb els lòbuls proveïts de petites espines.
- La mandíbula superior sobresurt una mica per sota dels lòbuls.
- Espina de la cintura ben desenvolupada.
- La línia lateral no té espines, però sí uns escudets alts, molt desenvolupats, i acabats en punxa, que pràcticament arriben a tocar les carenes d'espines agudes a banda i banda de les aletes dorsals.
- Aleta pectoral que ultrapassa l'origen de l'anal.
- Primer radi de la primera dorsal, serrat a la part superior i més curt que el segon.
- Color dorsal i lateral superior rosa o vermell viu. Part ventral blanca. Aletes senars rosades, llevat de l'anal que és blanca.
- Nombre de vèrtebres: 36-37.[3][4][5][6][7]

## Reproducció
Fa migracions reproductores que l'apropen a la costa.

## Alimentació
Menja peixos, crustacis i d'altres invertebrats bentònics.

## Depredadors
A la Gran Bretanya és depredat pel rap (Lophius piscatorius).

## Hàbitat
És un peix marí, demersal i de clima temperat (60°N-15°N, 32°W-36°E) que viu entre 15-400 m de fondària (normalment, entre 30 i 250) a la plataforma continental.

## Distribució geogràfica
Es troba a l'oceà Atlàntic oriental: des de Noruega (tot i que és hi és rar) i les illes Britàniques fins a Mauritània (incloent-hi Madeira i les illes Açores). També és present a la mar Mediterrània i, possiblement també, la mar Negra.

## Costums
De tant en tant forma moles.

## Ús comercial
Es pesca al ròssec i es troba fàcilment als mercats.

## Observacions
És inofensiu per als humans.